# Alfred Baud
Alfred Baud fue un deportista suizo que compitió en remo. Ganó una medalla de oro en el Campeonato Europeo de Remo de 1893, en la prueba de cuatro con timonel.

## Palmarés internacional
| Campeonato Europeo | Campeonato Europeo | Campeonato Europeo | Campeonato Europeo |
| Año                | Lugar              | Medalla            | Prueba             |
| ------------------ | ------------------ | ------------------ | ------------------ |
| 1893               | Orta (Italia)      | Medalla de oro     | Cuatro con timonel |